# Spider-Man: The Animated Series
Spider-Man, på dansk kaldet Edderkoppen, er en amerikansk animeret tv-serie baseret på Marvel Comics superhelt Spider-Man. Serien blev i USA sendt på Fox Kids fra og med den 19. november 1994 til den 31. januar 1998. Tv-serien produceredes af John Semper, Jr. og produktionsselskabet var Marvel Films Animation. Seriens instrumentale signaturmusik blev fremført af Joe Perry fra Aerosmith. Genudsendelser kan ses gratis på Marvel.com. I Danmark blev tv-serien først sendt på TV2, og senere på Fox Kids med ny dubbing.

## Handling
TV-serien omhandler Spider-Man og hans alter ego Peter Parker under hans college-år på Empire State University. Da historien begynder har Peter allerede fået sine superkræfter og arbejder deltid som freelance fotograf på Daily Bugle. Serien indeholder de fleste af Spider-Mans klassiske skurke, inklusive Kingpin, Green Goblin, Lizard, Skorpionen, Doctor Octopus, Mysterio, Shocker, Rhino, Vulture, Kamæleonen og Venom. Under seriens gang har Peter interesseret sig for Mary Jane Watson, Felicia Hardy og hendes alter ego, Black Cat. Serien indeholder også optræden af diverse andre Marvel-superhelte, inklusive X-Men, Fantastic Four, Iron Man, Daredevil, Blade, Doctor Strange, Punisher og Captain America.

## Medvirkende
- Christopher Daniel Barnes – Peter Parker / Spider-Man
- Jennifer Hale – Felicia Hardy / Black Cat
- Saratoga Ballantine – Mary Jane Watson
- Edward Asner – J. Jonah Jameson
- Rodney Saulsberry – Joseph "Robbie" Robertson
- Linda Gary – May Parker (sæson 1–3)
- Julie Bennett – May Parker (sæson 4–5)
- Joseph Campanella – Dr. Curt Connors / Lizard
- Gary Imhoff – Harry Osborn / Green Goblin
- Neil Ross – Norman Osborn / Green Goblin
- Roscoe Lee Browne – Wilson Fisk / Kingpin
- Efrem Zimbalist, Jr. – Dr. Otto Octavius / Doctor Octopus
- Hank Azaria – Eddie Brock / Venom
- Mark Hamill – Jason Philips / Hobgoblin
- Joan Lee – Madame Web